# Сен-Лоран-дю-Пап
Сен-Лора́н-дю-Пап (фр. Saint-Laurent-du-Pape, окс. Sant Laurent du Pape) — коммуна во Франции, находится в регионе Рона — Альпы. Департамент коммуны — Ардеш. Входит в состав кантона Ла-Вульт-сюр-Рон. Округ коммуны — Прива.
Код INSEE коммуны 07261.

## Население
Население коммуны на 2008 год составляло 1527 человек.
| 1962 | 1968 | 1975 | 1982 | 1990 | 1999 | 2008 |
| ---- | ---- | ---- | ---- | ---- | ---- | ---- |
| 1151 | 1194 | 1159 | 1174 | 1206 | 1295 | 1527 |

## Экономика
В 2007 году среди 943 человек в трудоспособном возрасте (15-64 лет) 671 были экономически активными, 272 — неактивными (показатель активности — 71,2 %, в 1999 году было 67,8 %). Из 671 активных работали 613 человек (333 мужчины и 280 женщин), безработных было 58 (27 мужчин и 31 женщина). Среди 272 неактивных 82 человека были учениками или студентами, 89 — пенсионерами, 101 были неактивными по другим причинам.

## Фотогалерея
- Церковь
- Здание мэрии и школы
- Река Эйрьё
- Карта коммуны